# Hälltjärnen (Hällesjö socken, Jämtland, 696484-150141)
Hälltjärnen är en sjö i Bräcke kommun i Jämtland och ingår i Ljungans huvudavrinningsområde.